# Krona svetega Venčeslava
Krona svetega Venčeslava je glavni in najstarejši del čeških kronskih draguljev. Izdelana je bila leta 1347 za Karla VI., kralja Češke in Svetega rimskega cesarja. Poimenovana je po sv. Venčeslavu, češkemu vojvodu. Uporabljala se je pri kronanju čeških kraljev, služila pa je tudi kot državni simbol.
Nazadnje je bila uporabljena leta 1836 pri kronanju Ferdinanda V. Trenutno se nahaja v stolnici sv. Vida v Pragi.

## Opis
Krona je izdelana iz 21–22 karatnega zlata in je obdana z različnimi dragimi kamni. Tehta skoraj 2 kg, v višino pa meri 19 cm. Enako meri premer, posamezna stranica pa 14,5 cm. Krona v glavnem vsebuje 19 safirov, 44 spinelov, 1 rubelit (večkrat napačno pojmovan kot rubin), 30 smaragdov in 20 biserov. Glavni del vsake stranice je velika heraldična lilija. Stranice so pritrjene na obroč poleg tega pa so povezane še z dvema lokoma ob stičišču katerih se nahaja zlat križ v katerem naj bi se prvotno nahajal trn iz trnjeve krone Jezusa Kristusa.
Današnji izgled krone je iz leta 1378, ko je doživela nekaj popravkov.

## Lokacija
Za razliko od ostalih evropskih kron le-ta ni javno razstavljena. Nahaja se v posebnem prostoru v stolnici sv. Vida v Pragi do katere lahko dostopajo le predsednik države, govornik doma poslancev, sedež senata parlamenta, premier, praški župan in nadškof.
Krona je razstavljena le ob redkih priložnostih, nazadnje leta 2016 ob 700-letnici rojstva Karla V.

## Přemyslidska krona
Krona Svetega Venčeslava je nastala ko je kraljevina Češka že dolgo obstajala. Prvi kralji so na kovancih upodobljeni s krono, ki je bila verjetno bizantinskega izvora. Krona se je uporabljala le ob najpomembnejših dogodkih.
Izgled krone je mogoče razbrati s pečatov in upodobitev iz časa Otokarja II. Imela je enako obliko kot Otokarjeve pogrebne insignije iz leta 1298. Venčeslavova krona se po obliki očitno zgleduje po le-teh pogrebnih insignijah.

## Legenda
Stara češka legenda pripoveduje, da bo kogarkoli, ki si bo neupravičeno nadel krono svetega Venčeslava še pred koncem leta zadela strašna smrt, saj je krona last sv. Venčeslava in jo lahko nosi le pravi kralj Češke.
Novembra 1941 je krono pregledal (in po možnosti ukradel) predstojnik Protektorata Češke in Moravske Reinhard Heydrich, na katerega je bil 4. junija 1942 uspešno izveden atentat.